# Castell de Flix
El castell de Flix és un edifici de Flix (Ribera d'Ebre) declarat bé cultural d'interès nacional. És una fortificació emmurallada situada al nord-est del nucli urbà de la població de Flix, dalt d'un turó situat dins del meandre que conforma el riu Ebre, a la riba dreta, i prop del nucli urbà i del cementiri.

## Descripció
Fortificació emmurallada de planta irregular formada per tres torres circulars, unides per trams de murs espitllerats, i amb una zona de pati al mig del recinte que integra una gran cisterna de planta ovalada. La torre que predomina és la de l'extrem sud-oest, i correspon al tipus de fort de Vauban. Presenta un ample diàmetre, poca alçada, els paraments atalussats i una única espitllera orientada al camí d'accés des del poble. La part superior està rematada per una cornisa damunt la que s'assenta el coronament, actualment mig enrunat. A l'interior, la torre està coberta per una volta esfèrica bastida en maons i s'hi accedeix mitjançant tres obertures rectangulars, situades a l'interior del recinte de la fortificació. Les altres dues torres, de guaita i situades al nord i nord-est del recinte, no són tan grans com la primera i no presenten els paraments atalussats. Tot i així presenten filades d'espitlleres a diferent nivell bastides en pedra, i conserven bona part del revestiment original exterior. Els murs exteriors que delimiten el recinte i uneixen les torres presenten filades d'espitlleres a la part superior del parament, majoritàriament bastides en maons. El llenç de ponent, orientat al riu, presenta el basament atalussat, de la mateixa manera que la torre més gran. A l'interior del recinte del castell, el pati està delimitat per murs espitllerats. Hi ha altres paraments que conserven part dels enlluïts originals i també els arrencaments d'algunes de les voltes que cobrien les estances, sobretot al sector sud-est. La construcció està bastida en pedra sense treballar de mida similar, disposada en filades força regulars i lligada amb abundant morter. Actualment, el castell està essent objecte d'una gran restauració amb data final a l'estiu del 2010.

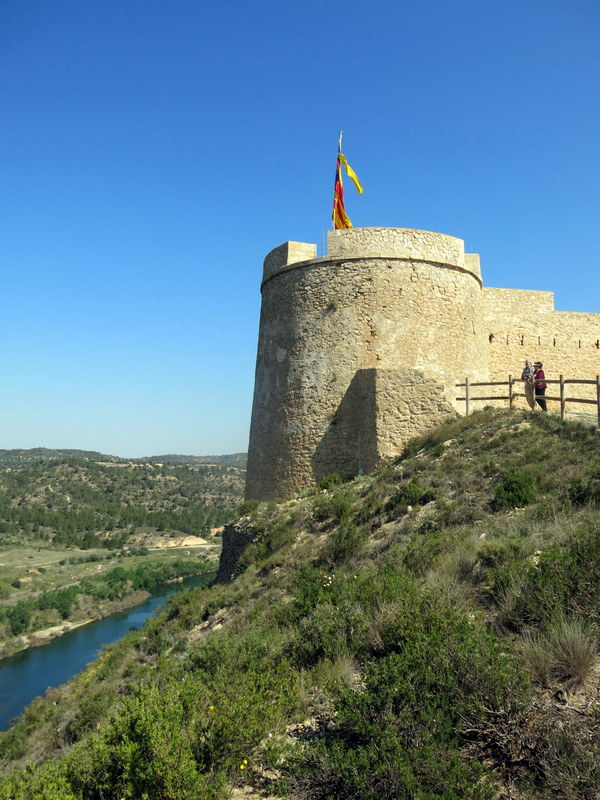
Torre de l'extrem sud-oest, tipus fort de Vauban (2017)

## Història
Els orígens del castell de Flix són incerts, i alguns autors suggereixen que sota l'estructura del castell s'hi troben vestigis d'època romana i fins i tot hom diu que fou bastit sobre les restes d'un far o talaia ibèrica. Encara apreciem restes del castell original per dins del que es va construir al segle xviii. El 1837, durant la primera guerra carlina, es va construir l'actual castell, i el 1874, durant la tercera guerra carlina, uns murs i una gran torre rodona hi foren afegits. La seua situació geogràfica el convertí en un dels més importants de la comarca, junt amb el castell de Mequinensa i el castell de Miravet. Tenia importància tant a la guerra civil del segle xv, com a la dels segadors del segle xvii i la de Successió del segle xviii.
Després de la destrucció del castell d'origen sarraí, l'anomenat Castell Nou fou bastit el 1837, en un lloc diferent que el sarraí. Aquest fou construït a instàncies del comte de Morella, Ramon Cabrera, que l'utilitzà durant la primera guerra Carlina per protegir la dreta de l'Ebre. Per això els seus murs el protegiren quan ell i el seu exèrcit creuaren el riu en la seva retirada, camí de l'exili el 2 de juny de 1840. Vers el 1872 i 1873, durant la tercera guerra, el castell fou restaurat. El 19 de juny de 1875 va ser assaltat per les tropes del general Eduardo Gamir, i s'hi instal·là una guarnició liberal fins al 28 de juny de 1876. A partir d'aquest moment va ser abandonat.
Des del seu abandonament l'any 1876, el castell va patir un gran deteriorament. Per aquest motiu, el 2009 es van dur a terme unes obres de restauració amb l'objectiu de fer-lo visitable, obra de l'arquitecte Miquel Orellana i el seu equip. El 2012, la restauració fou guardonada amb el Premi Qualitat Ebrenca al millor edifici restaurat.